# Anna Mucha
Anna Maria Mucha (sinh ngày 26 tháng 4 năm 1980) là nữ diễn viên điện ảnh truyền hình, nhà báo người Ba Lan. Khán giả phương Tây biết đến cô với vai diễn Danka Dresner (cô bé đeo kính tròn) trong bộ phim Bản danh sách của Schindler đạo diễn Steven Spielberg. Ở Ba Lan, cô nổi tiếng với vai diễn trong vở opera xà phòng M jak miłość (2003 – nay).
Anna Mucha giành chiến thắng cuộc thi Taniec z Gwiazdami  mùa thứ 10 (Dancing with the Stars phiên bản Ba Lan). Năm 2010, cô trở thành thành viên ban giám khảo trong chương trình Po prostu tańcz (So You Think You Can Dance  phiên bản Ba Lan).

## Cuộc đời
Anna Mucha sinh ra và lớn lên ở Warszawa.

## Sự nghiệp
Năm 1990, cô được chọn vào vai Sabinka trong bộ phim Korczak (đạo diễn Andrzej Wajda). Cùng năm đó cô tham gia đóng phim trong Femina (đạo diễn Piotr Szulkin), trong đó cô đóng vai chính với Alina Janowska. Cô đóng vai diễn Danka Dresner trong bộ phim Bản danh sách của Schindler đạo diễn Steven Spielberg. Một số bộ phim cô tham gia đóng phim: Miss Nobody (1996), Mlode wilki 1/2 (1997) và Life as a Fatal Sexual Transmission Disease (2000, do Krzysztof Zanussi đạo diễn). Sau đó, cô xuất hiện trong vai diễn gái điếm tên Lili trong bộ phim Chłopaki nie płaczą vào năm 2000.
Anna Mucha trở lại đóng phim vào năm 2011. Cô đóng vai  Mira, một cô gái người đồng tính trong bộ phim hài Och, Karol 2.

## Sự nghiệp điện ảnh
Dưới đây là danh sách phim có sự góp mặt của Anna Mucha
- 1990: Korczak trong vai Sabinka
- 1990: Femina
- 1991: Przeklęta Ameryka trong vai Karolina Szymańska
- 1992: Kuchnia Polska trong vai Anna Biesiekierska (mến khách)
- 1992: Sprawa kobiet (Le Violeur Impuni) trong vai Agnes
- 1993-1994: 'Bank nie z tej ziemi' trong vai Hania (khách mời)
- 1993: Bản danh sách của Schindler trong vai Danka Dresner
- 1995: 'Matki, żony i kochanki' (loạt phim đầu tiên) trong vai Klara, con gái của Dorota và Michał (Micheal)
- 1996: ' Panna Nikt ' trong vai Kasia (Katarzyna) Bogdańska
- 1997: 'Młode wilki 1/2' trong vai Anna
- 1998: 'Matki, żony i kochanki' (loạt phim thứ hai) trong vai Klara
- 1999: Na dobre i na złe trong vai Kinga Radwańska (hiếu khách)
- 2000: <a href="https://en.wikipedia.org/wiki/Life_as_a_Fatal_Sexually_Transmitted_Disease" rel="mw:ExtLink" title="Life as a Fatal Sexually Transmitted Disease" class="cx-link" data-linkid="103">Life as a Fatal Sexually Transmitted Disease</a> trong vai thư ký
- 2000: Chłopaki nie płaczą trong vai gái điếm Lili
- 2001: Marszałek Piłsudski trong vai Wanda Juszkiewiczówna, con gái Maria Piłsudska
- 2003 – nay: 'M jak miłość' trong vai Magda Marszałek, bạn thân của Kinga Zduńska
- 2009: 'Teraz albo nigdy!' trong vai Olga
- 2010: Usta usta trong vai Anita
- 2011: 'Och, Karol 2' trong vai Mira
- 2011: 'Prosto w serce' trong vai Monika Milewska
- 2016: Pitbull. Nowe porządki trong vai Kinia

## Taniec z Gwiazdami
Anna Mucha giành chiến thắng cuộc thi Taniec z Gwiazdami  mùa thứ 10 (Dancing with the Stars phiên bản Ba Lan).
| Tuần         | Bài nhảy/ Bài hát                                                                                 | Điểm giám khảo | Điểm giám khảo | Điểm giám khảo | Điểm giám khảo | Result     |
| Tuần         | Bài nhảy/ Bài hát                                                                                 | Pavlović       | Wodecki        | Tyszkiewicz    | Galiński       | Result     |
| 1            | Waltz/ "Dancing like Lovers"                                                                      | 8              | 8              | 9              | 9              | Safe       |
| 2            | Rumba/ "Time After Time"                                                                          | 9              | 9              | 10             | 9              | Safe       |
| 3            | Tango/ "El Tango de Roxanne"                                                                      | 10             | 10             | 10             | 10             | Safe       |
| 4            | Foxtrot/ "Hello"                                                                                  | 10             | 10             | 10             | 10             | Safe       |
| 5            | Samba/ "La Mucura"                                                                                | 8              | 9              | 10             | 8              | Safe       |
| 6            | Quickstep in American Smooth/ "Back In Town"                                                      | 10             | 10             | 10             | 9              | Safe       |
| 7            | Jive/ "Rockin' Robin"                                                                             | 5              | 8              | 8              | 5              | Safe       |
| 8            | Viennese Waltz/ "Noce i dnie"                                                                     | 10             | 10             | 10             | 10             | Safe       |
| 9            | Cha-cha-cha/ "Easy Lover" Waltz/ "Dobranoc"                                                       | 10             | 10             | 10             | 10             | Safe       |
| 10           | Paso Doble/ "Paso Royale" Foxtrot/ "As Time Goes By"                                              | 10             | 10             | 10             | 10             | Safe       |
| 11 Bán kết   | Tango/ "Hey Sexy Lady" Salsa/ "Coge La Botella"                                                   | 10             | 10             | 10             | 10 9           | Bottom Two |
| 12 Chung kết | Rumba/ "Time After Time" Quickstep in American Smooth/ "Back In Town" Freestyle/ "Niech żyje bal" | 10             | 10             | 10             | 10             | Won        |